# Hughie Gallacher
Hugh Kilpatrick Gallacher, conhecido como Hughie Gallacher (Bellshill, 2 de fevereiro de 1903 – Gateshead, 11 de junho de 1957) foi um futebolista escocês dos anos 1920 e 1930.      
Atacante de baixa estatura, possui uma das melhores média de gols da história da Seleção Escocesa de Futebol com 24 gols marcados em 20 jogos.
Gallacher é o terceiro maior goleador da seleção da Escócia atrás de duas lendas: Denis Law e Kenny Dalglish, ambos com 30 gols.
Ele atuou em uma histórica partida ocorrida em 31 de março de 1928, em que os escoceses venceram os eternos rivais ingleses por 5 x 1 em pleno Estádio de Wembley com mais de 80.000 espectadores pela British Home Championship. Gallacher e seus companheiros foram chamados a partir dessa data de The Wembley Wizards (Os magos de Wembley).
Começou a carreira no Airdrieonians, da Escócia, mas brilhou no futebol inglês pelo Chelsea, pelo Derby County e principalmente pelo Newcastle United.